# Balboa Island
Balboa Island is een studiomuziekalbum van de Britse band The Pretty Things. Na hun succes eind jaren zestig en een kleine opleving in de jaren zeventig is deze band eigenlijk opgeheven. Zo nu en dan kunnen de heren het echter niet nalaten en verschijnt er onregelmatig een nieuw album; zo ook in 2007.

## Musici
- Phil May –zang
- Dick Taylor – gitaar, banjo;
- Jon Povey- toetsen, harp, zang
- Wally Waller – basgitaar, zang
- Frank Holland – gitaar, zang
- Skip Allan – slagwerk;
- Mark St. John –Trixondrums – zang.

Met medewerking van:
- Scarlett Wrench – zang;
- James Cheetham – piano en orgel (4)
- Rupert Cobb – trompet
- Duncan Taylor Jones – zang (11).

## Composities
1. The beat goes on (Holland/St John/May)
2. Livin’ in my skin (May/Holland)
3. Buried alive (May/Holland)
4. (Blues for ) Robert Johnson (May/Holland)
5. Mimi (Taylor)
6. Pretty beat (St John/Holland/Taylor/May)
7. The ballad of Hollis Brown (Bob Dylan)
8. In the beginning (May/Holland)
9. Feel like goin’ home (traditional)
10. Freedom song (traditional)
11. Dearly beloved (May/Povey)
12. All light up (Holland/St John/ May)
13. Balboa Island (Holland).

Volgens de hoes is het hun elfde studioalbum.